# IEEE 1451
IEEE 1451 ist eine Sammlung von Standards des IEEE, die allgemeine, offene, netzwerkunabhängige Schnittstellen beschreiben um Sensoren und Aktoren, Mikroprozessoren, Sensorsysteme, Netzwerke und Feldbusse zu verbinden.
Ziel der IEEE 1451 Standards ist es, Sensoren und Aktoren mit Hilfe einer einheitlichen Schnittstelle anzusprechen, unabhängig, ob sie über serielle Schnittstellen, kabelgebundene Netzwerke oder WLAN angebunden sind.
Ein zentrales Element ist das elektronische Datenblatt "Transducer Electronic Data Sheet" (TEDS). Dabei handelt es sich um einen Speicher, in dem Identifikationsdaten des Sensors, Kalibrierdaten und weitere Sensorparameter abgespeichert sind. Darüber hinaus können im TEDS-Speicher auch Anwenderdaten abgelegt werden. Vorteile des elektronischen Datenblatts liegen in der Vereinfachung von Messaufbauten mit einer großen Anzahl von Sensoren und in der erhöhten Zuverlässigkeit durch automatisches Erkennen von Sensoren. Zahlreiche Messgeräte und Messwerterfassungssysteme verfügen über Sensoranschlüsse, die das Auslesen von TEDS-Daten erlauben.

## Substandards
IEEE 1451.0Definiert einheitliche Operationen und das Format der TEDS für die gesamte IEEE 1451 Standard-Sammlung. Sämtliche Funktionalität ist unabhängig vom physikalischen Kommunikationsmedium spezifiziert, um so einfacher weitere physische 1451.X Schichten hinzufügen zu können.
IEEE 1451.1ältere Definition der einheitliche Operationen und das Format der TEDS. Abgelöst durch IEEE 1451.0
IEEE 1451.2beschreibt die Kommunikation zwischen NCAP (Network Capable Application Processor) und Sensoren für Punkt-zu-Punkt Verbindungen, z. B. mit Hilfe von RS232, I2C oder USB
IEEE 1451.3beschreibt die Kommunikation zwischen NCAP und Sensoren für multi-drop Verbindungen
IEEE 1451.4definiert eine "gemischte" Schnittstelle für analoge IEPE-Sensoren, die sowohl analog als auch digital arbeiten
IEEE 1451.5beschreibt die Kommunikation zwischen NCAP und Sensoren für drahtlose Verbindungen wie IEEE 802.11 (WiFi), IEEE 802.15.1 (Bluetooth) oder IEEE 802.15.4 (ZigBee)
IEEE 1451.6 (Draft)beschreibt die Kommunikation zwischen NCAP und Sensoren für CANopen Netze
IEEE 1451.7 (Draft)beschreibt die Kommunikation mit RFID-Tags, die dem ISO/IEC 24753 Standard entsprechen